# Hanspeter Georgi

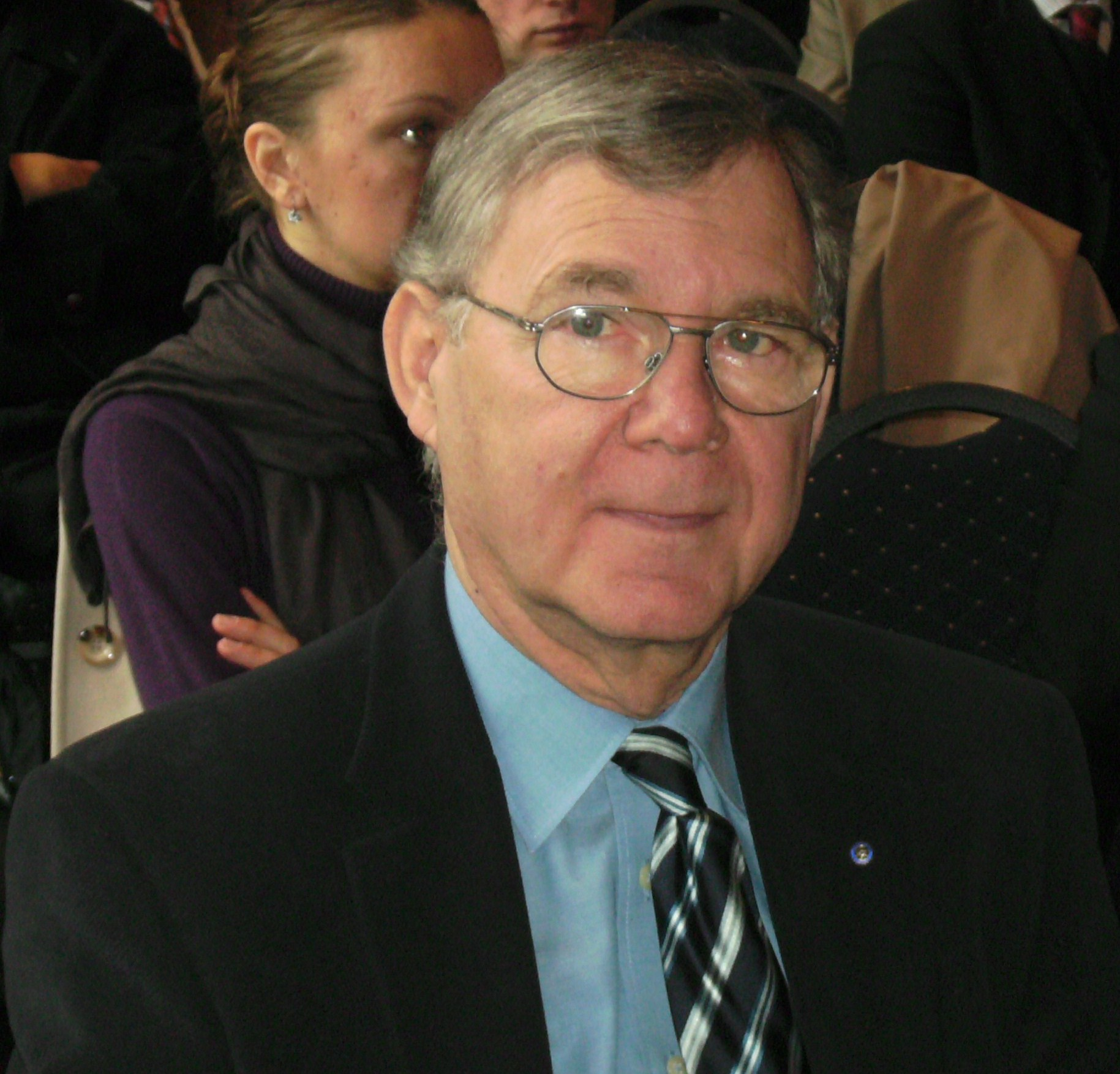
Hanspeter Georgi

Hanspeter Georgi (* 17. August 1942 in Berlin) ist ein deutscher Politiker (CDU). Zuletzt war er saarländischer Minister für Wirtschaft und Arbeit.

## Ausbildung und Beruf
Nach seinem Abitur im Jahr 1962 studierte Georgi Volkswirtschaftslehre in Berlin, Saarbrücken und Münster. 1967 absolvierte er einen Abschluss als Diplom-Volkswirt und promovierte 1969 zum Dr. rer. pol. (summa cum laude).
In den Jahren 1970 bis 1972 war er Mitarbeiter in der Finanz- und Investitionsplanung eines Automobilunternehmens. Im Anschluss leitete er die Verkehrsabteilung der Industrie- und Handelskammer des Saarlandes und wurde 1989 deren Hauptgeschäftsführer. 1974 war er Mitgründer der Wirtschaftsjunioren Saar und war mehrere Jahre lang deren Geschäftsführer.
Georgi war im Kabinett Müller I (1999–2004) saarländischer Minister für Wirtschaft. Im Kabinett Müller II war er bis August 2007 Minister für Wirtschaft und Arbeit. Am 3. September 2007 trat Hanspeter Georgi in den Ruhestand. Sein Nachfolger als Minister für Wirtschaft und Wissenschaft wurde Joachim Rippel.

## Partei
Der CDU trat Georgi im Jahr 1970 bei. Er übernahm seitdem verschiedene Positionen in den Ortsverbänden Dudweiler und Sulzbach. Bundespolitisch engagiert er sich in der Grundsatzkommission sowie dem Fachausschuss Wirtschafts- und Finanzpolitik.

## Privates
Hanspeter Georgi ist seit 1969 verheiratet und hat vier Kinder. Er lebt seit den 1970er Jahren im Saarland.

## Ehrungen
- 2009: Verdienstkreuz 1. Klasse der Bundesrepublik Deutschland

| Personendaten    | Personendaten             |
| ---------------- | ------------------------- |
| NAME             | Georgi, Hanspeter         |
| KURZBESCHREIBUNG | deutscher Politiker (CDU) |
| GEBURTSDATUM     | 17. August 1942           |
| GEBURTSORT       | Berlin                    |